# Charles Cotesworth Pinckney (Politiker, 1789)
Charles Cotesworth Pinckney (* 1789 in Charleston, South Carolina; † 1865 in Abbeville, South Carolina) war ein US-amerikanischer Politiker. Zwischen 1832 und 1834 war er Vizegouverneur des Bundesstaates South Carolina.

## Werdegang
Charles Pinckney entstammte einer bekannten Politikerfamilie. Sein Vater Thomas Pinckney (1750–1828) war ein Diplomat und Politiker. Er war unter anderem Gouverneur von South Carolina und Abgeordneter im Repräsentantenhaus der Vereinigten Staaten. Sein Großvater, der ebenfalls Charles Cotesworth Pinckney hieß und von 1699 bis 1758 lebte, war Richter im kolonialen South Carolina. Weitere Familienmitglieder bekleideten verschiedene Ämter auf regionaler und nationaler Ebene.
Pinckney studierte an der Harvard University. Später schloss sich noch ein Jurastudium an. Er arbeitete aber nicht als Jurist, sondern wurde ein erfolgreicher Plantagenbesitzer. Seine Plantage trug den Namen Woodburn und lag in der Nähe von Pendleton. Politisch schloss er sich der Demokratischen Partei an. Im Jahr 1832 wurde er von der South Carolina General Assembly an der Seite von Robert Young Hayne zum Vizegouverneur seines Staates gewählt. Dieses Amt bekleidete er zwischen dem 10. Dezember 1832 und dem 9. Dezember 1834. Dabei war er Stellvertreter des Gouverneurs. Diese Zeit war von der Nullifikationskrise geprägt.
Nach seiner Zeit als Vizegouverneur ist Charles Pinckney politisch nicht mehr in Erscheinung getreten. Er erlebte noch die Abspaltung seines Staates von der Union im Jahr 1861 sowie den Bürgerkrieg und starb 1865 in Abbeville.